# Meirion Roberts
Meirion Roberts (Abergwyngregyn, Gales; 11 de septiembre de 1934 – 6 de enero de 2025) fue un jugador de rugby de británico que jugó en la posición de centro.

## Carrera
Jugó toda su carrera con el Cardiff RFC de 1954 a 1966, equipo con el que ganó cinco campeonatos.

### Selección nacional
Representó a Gales en ocho ocasiones de 1960 a 1963 y participó en tres ediciones del Torneo de las Seis Naciones.

## Logros
- 1956, 1958, Western Mail Welsh Championship (2)
- 1964, Gala Sevens (1)
- 1955, 1966, Snelling Sevens (2)